# Município de Twinsburg (condado de Summit, Ohio)
O município de Twinsburg (em inglês: Twinsburg Township) é um município localizado no condado de Summit no estado estadounidense de Ohio. No ano de 2010 tinha uma população de 2.828 habitantes e uma densidade populacional de 167,16 pessoas por km².

## Geografia
O município de Twinsburg encontra-se localizado nas coordenadas 41° 17′ 32″ N, 81° 24′ 47″ O. Segundo a Departamento do Censo dos Estados Unidos, o município tem uma superfície total de 16.92 km², da qual 16.8 km² correspondem a terra firme e (0.7%) 0.12 km² é água.

## Demografia
Segundo o censo de 2010, tinha 2.828 habitantes residindo no município de Twinsburg. A densidade populacional era de 167,16 hab./km². Dos 2.828 habitantes, o município de Twinsburg estava composto pelo 53.68% brancos, o 39.04% eram afroamericanos, o 0.07% eram amerindios, o 3.04% eram asiáticos, o 0.04% eram insulares do Pacífico, o 0.92% eram de outras raças e o 3.22% pertenciam a duas ou mais raças. Do total da população o 1.24% eram hispanos ou latinos de qualquer raça.